# Recreación inclusiva

## Introducción

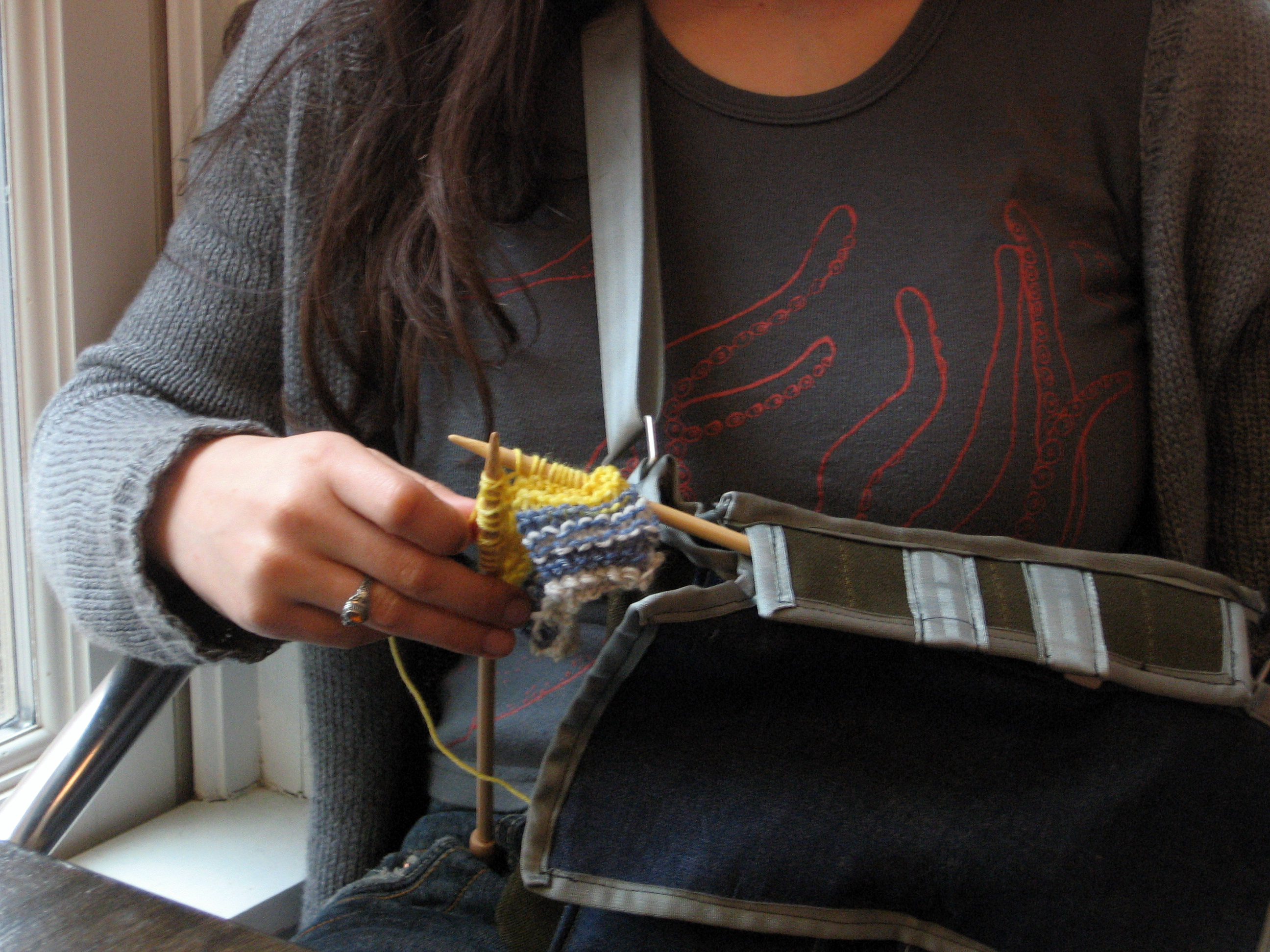
Una tejedora que utiliza un dispositivo adaptativo "Indi Knit" para sujetar una aguja de tejer.

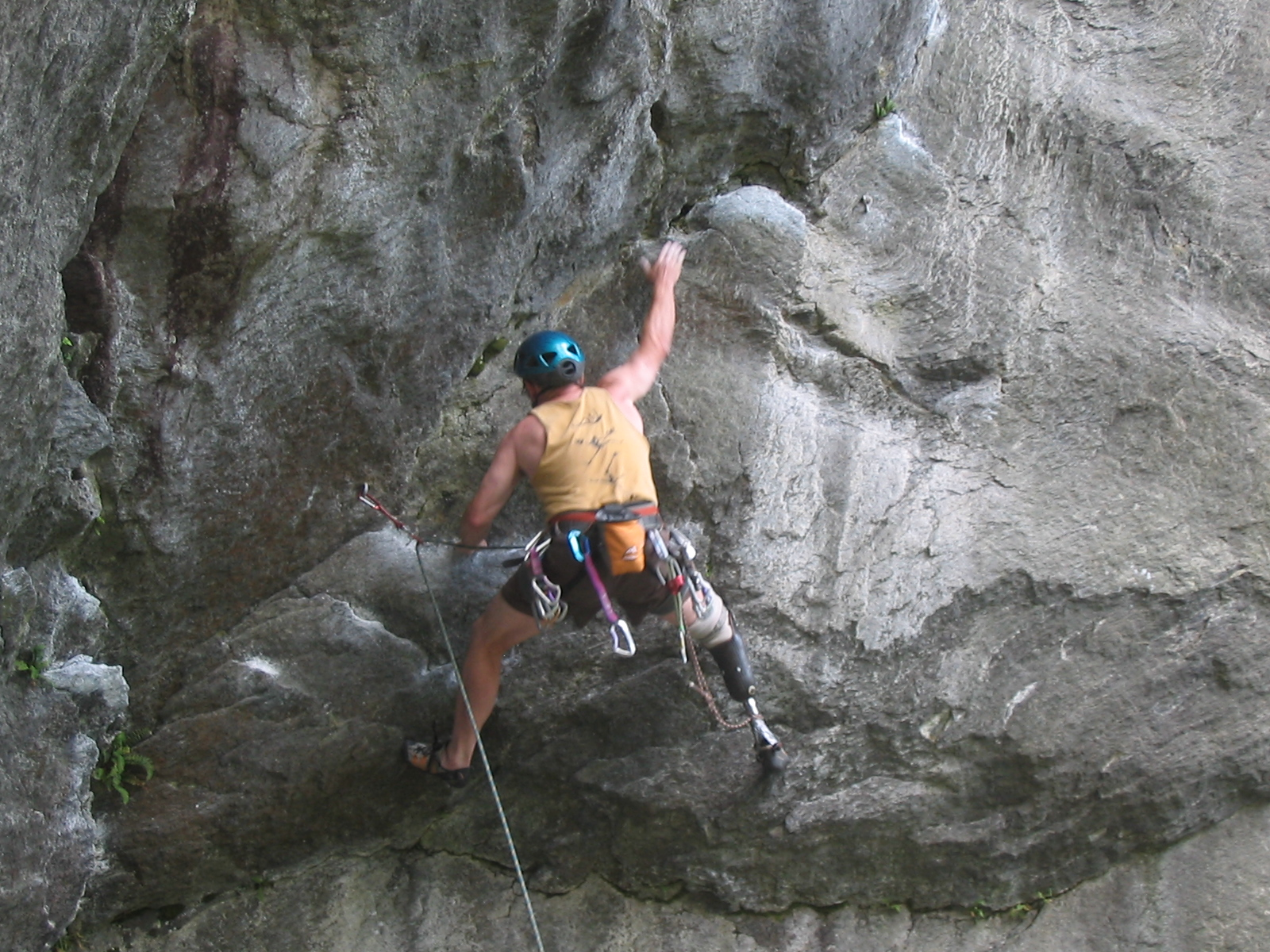
Un escalador que utiliza una pierna protésica diseñada para este deporte.

La recreación inclusiva, tiene la finalidad de brindar la posibilidad de que las personas con discapacidades se integren a las actividades recreativas para que puedan implicarse y disfrutar a través de estas. Esto permite que los participantes puedan involucrarse recreativamente gracias a los avances tecnológicos y a la inclusión que existe hoy en día. Hay diferentes maneras de realizar actividades relacionadas con la recreación inclusiva, mediante dispositivos variados de tecnología o de la misma asistencia humana.
La recreación inclusiva no sólo busca integrar a personas con discapacidades a actividades recreativas, sino que también aporta de una forma significativa al desarrollo de la autoestima, de la salud mental y a la interacción social. Esta actividad se apoya por personal especializado, herramientas tecnológicas, además de instituciones privadas y públicas.
Las personas con discapacidad pueden realizar una gran gama de deportes, y no solo recreativamente, sino que también competitivamente. Existen asociaciones que imparten estas actividades las cuales están regladas y profesionalizadas.
Todavía existen desafíos para impartir de una manera eficiente la recreación inclusiva. La falta de oportunidades y el apoyo, aún no es suficiente, por esta razón, muchas personas están privadas de esta experiencia recreativa, por aspectos relacionados a lo socioeconómico, el poco conocimiento y las instalaciones precarias, entre otros.

## Métodos adaptativos

### Práctica deportiva con enfoque inclusivo.
La práctica deportiva con enfoque inclusivo más allá de lo físico o recreativo es una herramienta para atender a la diversidad, al respeto, a la unión, equidad, y especialmente a la integración de las personas a actividades deportivas a pesar de sus discapacidades (Hernández, 2000). Para lograr esto se implementan diferentes dispositivos adaptados según la clasificación del deporte o discapacidad, por ejemplo, silla de ruedas en el baloncesto para las personas con movilidad reducida o el balón con cascabel en el fútbol, para la orientación auditiva de los no videntes.
En el plano competitivo en la práctica deportiva con enfoque inclusivo se encuentra regulado y profesionalizado por diferentes asociaciones. La más destacada es el Comité Paralímpico Internacional (Comité Olímpico Internacional, s.f.). que es la encargada de supervisar todo tipo de competiciones de multidiscapacidad, entre ellas campeonatos mundiales y también regionales, entre muchos otros (el más destacado son los Juegos Paralímpicos). Otra de las funciones que cumple el Comité Paralímpico es regular, poner orden, ayuda y coordinar las competencias para que se logren realizar de buena manera.  
Esta evidencia demuestra el nivel en el que se imparten las prácticas deportivas con enfoque inclusivo a nivel profesional. Pese al enfoque competitivo mantienen estrecho contacto con la recreación inclusiva, dado que ambas buscan fundamentalmente la integración de las personas con discapacidad a través de actividades físicas. Por lo tanto, la promoción y apoyo a estas prácticas inclusivas generan grandes beneficios que son entregados a las personas que lo necesitan. Contribuyendo a construir una sociedad con equidad social, integral y consciente de esta situación.

### Modificación de actividades
La modificación de actividades son aquellos cambios realizados en una actividad que permiten que todos los jugadores tengan una probabilidad igual o al menos más equitativa de ganar. Un ejemplo de modificación de una actividad es un partido de baloncesto en silla de ruedas, donde los jugadores utilizan sillas de ruedas. La incapacidad de los jugadores para caminar no es un factor que influya en su desempeño dentro del juego. 

### Dispositivos de asistencia
Los dispositivos de asistencia son cualquier máquina o equipo utilizado para nivelar el campo de juego en una competencia de habilidad mixta, o para permitirle a alguien la oportunidad de participar que no podría hacerlo sin un dispositivo. Un ejemplo de estos dispositivos de asistencia son los elevadores de piscinas, que bajan a los nadadores no ambulatorios a la piscina.

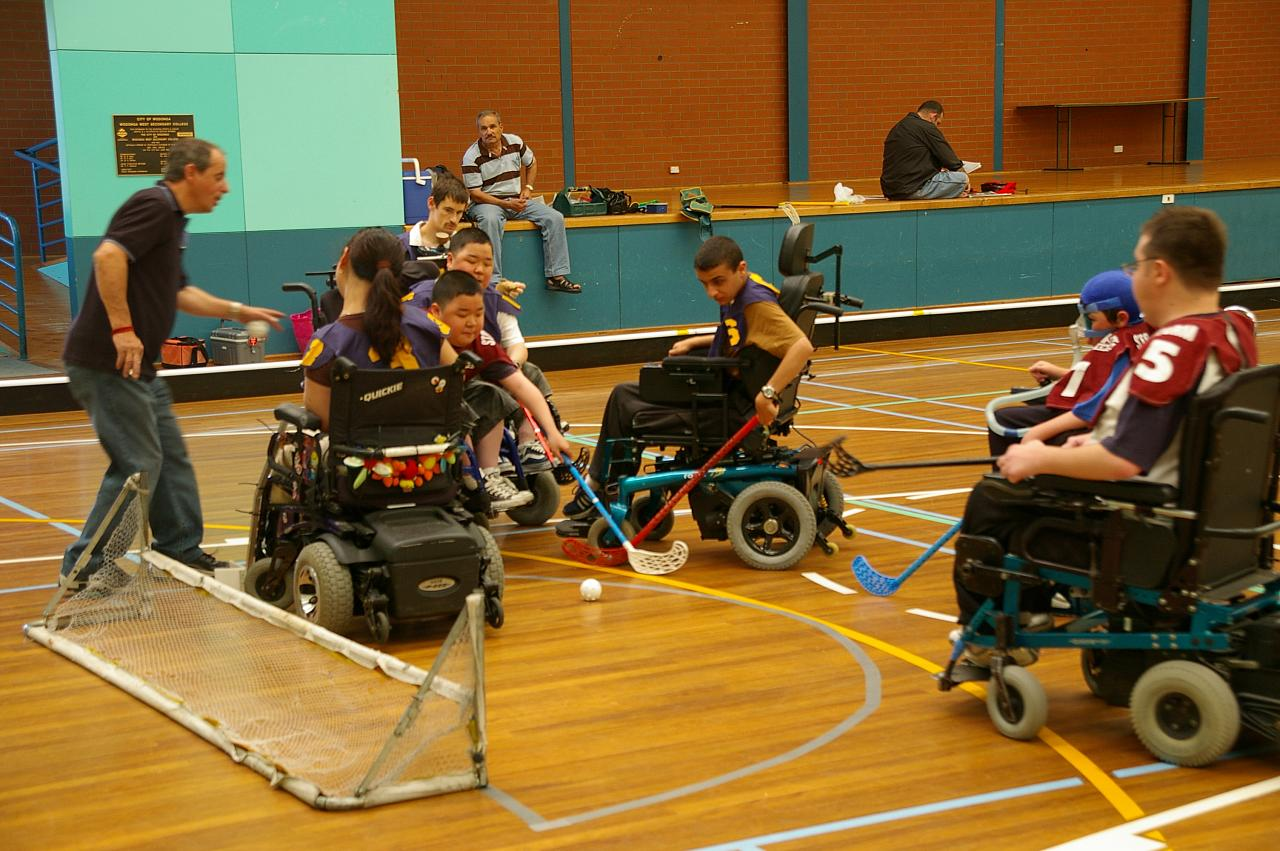
1. Modificación de la actividad para hockey de pelota.
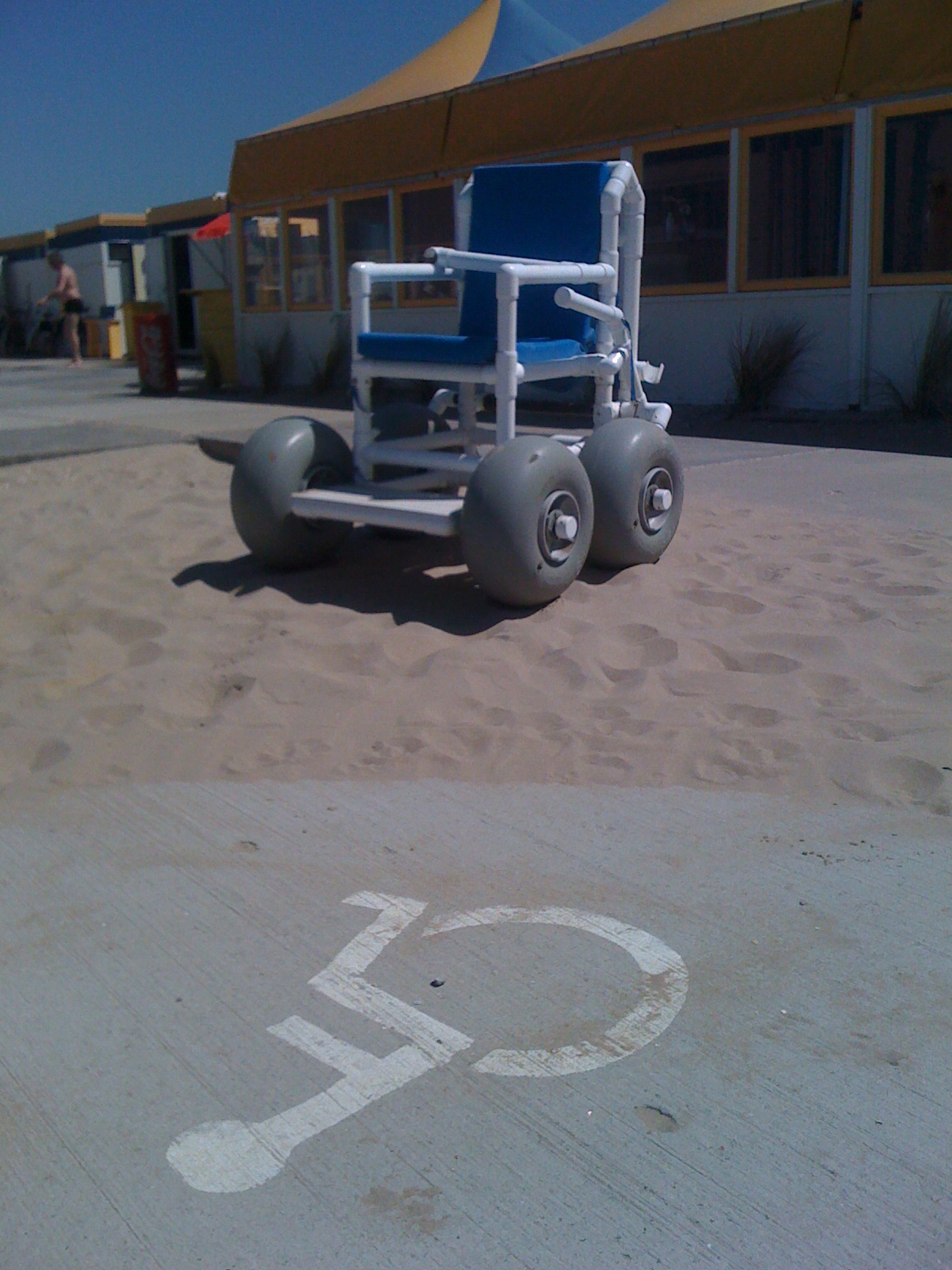
2. Una silla de ruedas diseñada para su uso en la playa.

## Programas y modelos
Algunas organizaciones tienen los medios para establecer programas amplios para muchos participantes en una actividad. Un plan para crear actividades recreativas inclusivas puede incluir la capacitación del personal sobre prácticas inclusivas, la compra o construcción de equipos de acceso universal y el seguimiento de los resultados y la atención de otras necesidades de accesibilidad a medida que surjan. Existen diversos conceptos y modelos de inclusión que pueden centrarse en el contenido de los programas de actividades recreativas inclusivas o en los procesos de inclusión en sí mismos. Entre ellos se incluyen el Modelo de Cincinnati para la Inclusión, el Modelo de Inclusión Recreativa de Apoyo (SRI), el modelo de prestación de servicios Together We Play (TWP) y el Modelo CITI, entre muchos otros.
La capacitación del personal es un paso crucial para lograr el éxito de un programa de recreación inclusivo. La falta de concienciación por parte del personal puede tener un impacto negativo en los participantes en las actividades recreativas; por ejemplo, suponer de manera inapropiada que es necesario hablarle a una persona con discapacidad visual en voz alta y lenta puede hacer que el participante se desvincule de la actividad. Las recomendaciones de capacitación pueden incluir abordar tanto las actitudes como los comportamientos negativos mediante el "contacto e interacción personal", trabajando con personas con discapacidad. Se alienta al personal a promover la "autodeterminación" entre los participantes en las actividades recreativas, lo que "aumenta el aprendizaje y el sentido de competencia de la persona".

## Recreación terapéutica
La recreación terapéutica tiene como objetivo ayudar al paciente a adaptarse a una condición de discapacidad crónica. Un especialista certificado en recreación terapéutica utiliza su formación especializada, junto con estándares profesionales, para desarrollar programas que puedan adaptarse a las necesidades particulares de los pacientes.  

## Beneficios de la recreación inclusiva para la salud mental
La recreación inclusiva se desarrolla a través de actividades recreativas, las cuales entregan distintos beneficios que son cruciales, por lo tanto, no se le puede restar relevancia a este tipo de actividades, ya que están involucradas en el desarrollo integral de las personas con discapacidades (Ballester et al., 2022). Estas experiencias no solo dan la oportunidad de pasar un momento agradable, como menciona Moviendo Chile (2023), entregan un sinfín de beneficios de varios ámbitos fomentando una interacción social entre personas. De esta manera colabora de forma importante en una disminución de sentimientos de exclusión social o soledad, muy comunes en personas con discapacidad. El hecho de hacerlos partícipes de experiencias donde se sienten considerados y aceptados fortalece su sentido de permanencia y así ocasiona un aporte positivo en su salud mental. De esta manera también contribuye en el aspecto del desarrollo de las habilidades sociales, lo que va de la mano directamente con la autoestima, confianza, aceptación, resiliencia, integridad, entre otros. Las experiencias grupales permiten que estas personas se expresen libremente, tengan opinión y palabra, lo que les permite desarrollar una participación activa en la sociedad. 
Algunos ejemplos sobre tipos de actividades recreativas son: correr o trotar con personas no videntes, van enlazadas a través de un implemento a una persona con visión. Otro ejemplo que podemos ver es en el baloncesto en personas con movilidad reducida, en este caso para desplazarse utilizaran una silla de ruedas. Lo cual permite desempeñarse como cualquier otra persona por medio de la colaboración, dispositivos de asistencia y también trabajo en equipo, produciendo una mayor confianza y reforzando la autoestima. Estos ejemplos demuestran que las personas se pueden desempeñar por medio de instancias nutren de muchas maneras a las personas que las necesitan, ya que pasan a formar parte fundamental del desarrollo emocional de estas.

## Desafíos y Oportunidades
La recreación inclusiva busca garantizar el acceso equitativo a actividades recreativas para personas con distinta condición física, cognitivas, sensoriales, etc. Uno de los principales desafíos de esta, se establece en la falta de oportunidades, infraestructura adecuada y un personal capacitado para atender las diferentes necesidades de las personas. Por otra parte, se mantienen las barreras sociales y culturales que limitan la participación de personas con discapacidades al realizar estas actividades.
Además, las políticas públicas en varios países no consideran de manera evidente la recreación inclusiva como un derecho, y en ciertos países les dan una visión importante, por ejemplo, la Constitución Política de Colombia (1991), dice que es fundamental que las personas con diferentes discapacidades puedan acceder a la educación como cualquier otra persona, esto lo consideran como un derecho estrechamente fundamental y es una obligación que comparte el estado, la sociedad y la familia. Lo que limita la atribución de recursos en países que no terminan considerando esto con una mayor relevancia. Asimismo, existen desafíos culturales y sociales lo que causa prejuicio o la invisibilidad de ciertos grupos.
A pesar de estos desafíos, la recreación inclusiva ofrece muchas oportunidades para promover la equidad y la integración social, según estudios recientes de la Clínica los Andes (2020), la recreación inclusiva aumenta la confianza de las personas y los prepara para enfrentarse a diferentes desafíos, además esto les ayuda para poder sobrellevar distintos retos que les suceden en su día a día y así puedan aprender de sus experiencias para poder seguir mejorando como seres humanos.
Uno de los principales beneficios es su capacidad de entrelazar a personas con diferentes discapacidades, estas interacciones favorecen a la empatía hacia el otro, el respeto mutuo y la construcción de sociedades más solidarias. También la participación en actividades inclusivas tiene efectos positivos en la salud física y mental. 
La recreación inclusiva representa una oportunidad para repensar el concepto de recreación, alejándose de modelos estandarizados y competitivos y acercándose a propuestas más accesibles para personas con distintas discapacidades. El avance tecnológico en tecnologías de apoyo han ampliado significativamente las posibilidades para las personas al realizar actividades que les dificultan el día a día. 

## Recreación adaptada para niños

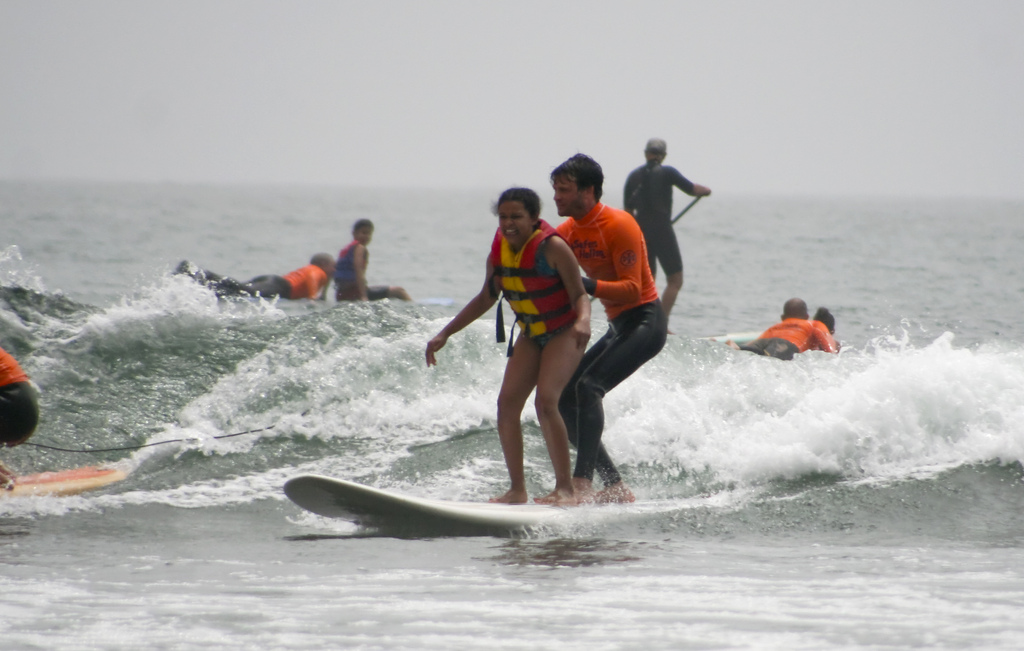
1. Clases de surf asistido.
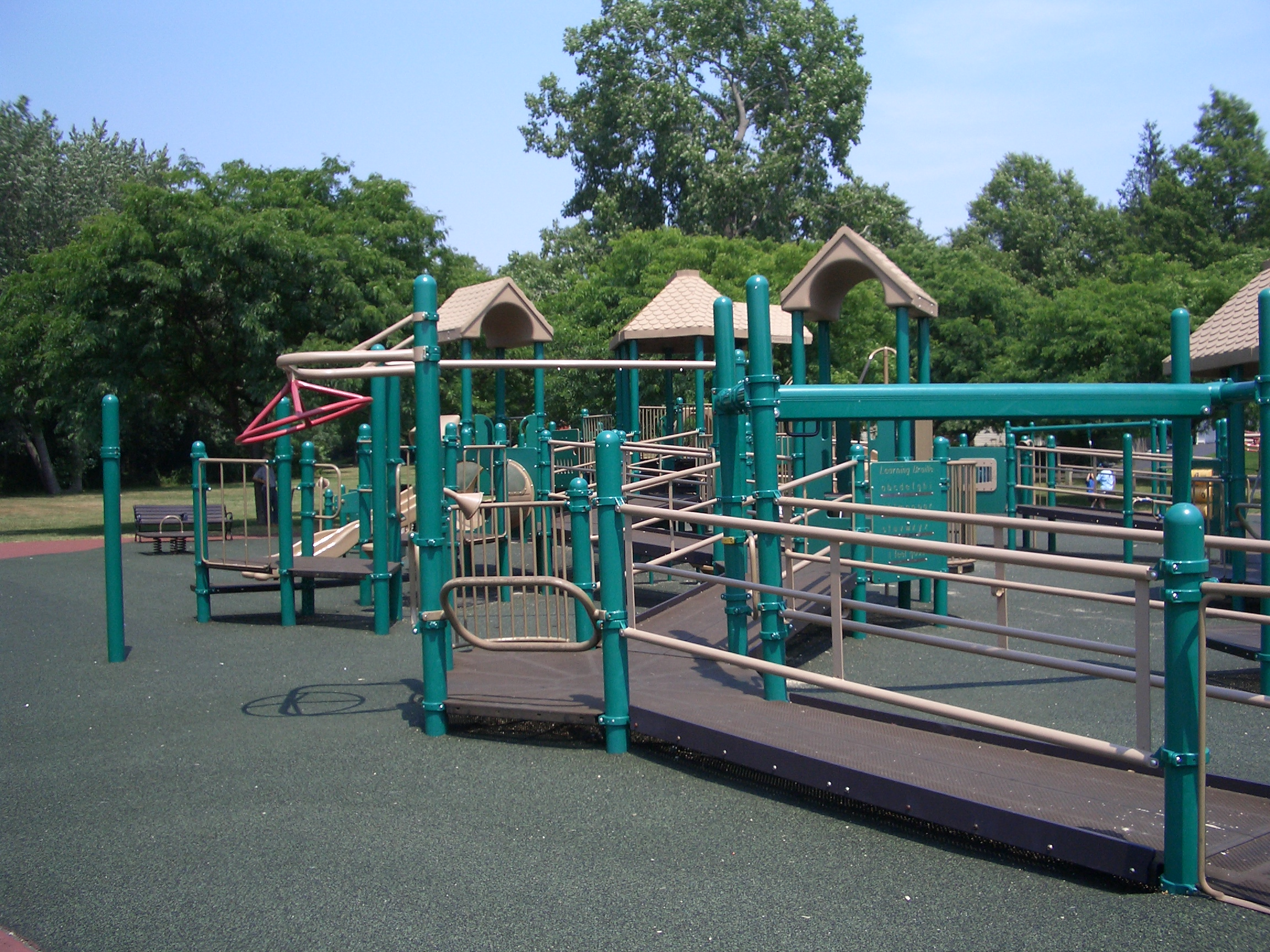
2. Juegos de parque accesibles.
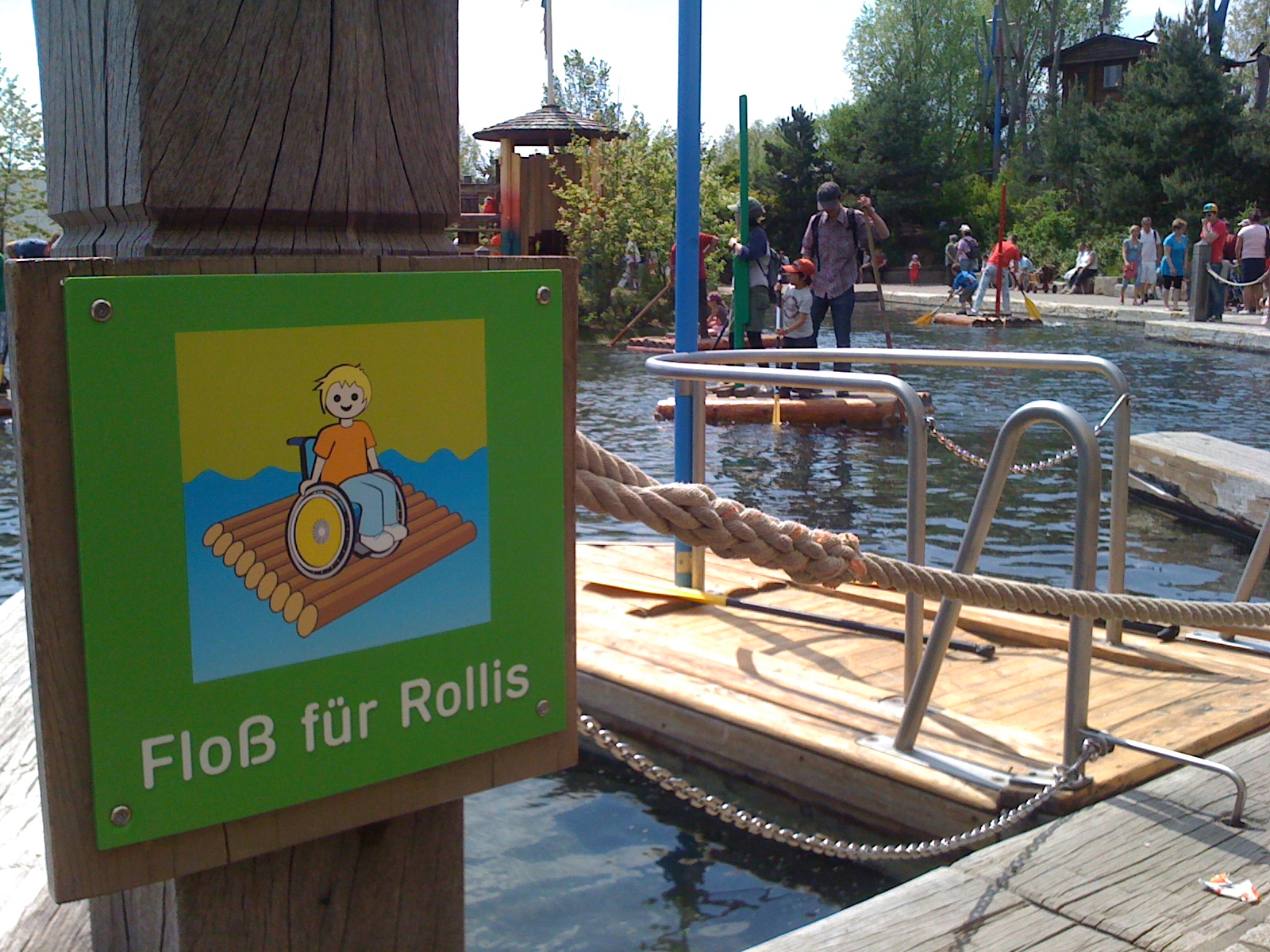
3. Una balsa diseñada para transportar sillas de ruedas.